# Vysílač Radhošť
Vysílač Radhošť se nachází na stejnojmenném vrchu o nadmořské výšce 1119 m n. m. mezi Trojanovicemi a Dolní Bečvou, asi 6 km severovýchodně od Rožnova pod Radhoštěm.
První televizní vysílač byl na Radhošti v blízkosti cyrilometodějské kaple vystavěn v září 1966. V roce 1985 byl nahrazen výkonnějším vysílačem, který krom rozhlasového a televizního signálu zprostředkovával na frekvenci VKV také telefonní spojení. V roce 1997 byl rekonstruován a zvýšen o 22 metrů na současných 59,3 m. 

## Vysílané stanice

### Televize
Přehled televizních multiplexů vysílaných z Radhoště:
|        | Multiplex    | Kanál | Kmitočet | Výkon (ERP) | Polarizace   |
| ------ | ------------ | ----- | -------- | ----------- | ------------ |
| DVB-T2 | Multiplex 21 | 26    | 514 MHz  | 0,1 kW      | horizontální |
| DVB-T2 | Multiplex 22 | 28    | 530 MHz  | 0,1 kW      | horizontální |
| DVB-T2 | Multiplex 23 | 31    | 554 MHz  | 0,1 kW      | horizontální |

### Rozhlas
Přehled rozhlasových stanic vysílaných z Radhoště:
|    | Stanice         | Kmitočet  | Výkon (ERP) | Polarizace   |
| -- | --------------- | --------- | ----------- | ------------ |
| FM | ČRo Radiožurnál | 92,5 MHz  | 7 kW        | horizontální |
| FM | Frekvence 1     | 94,1 MHz  | 10 kW       | horizontální |
| FM | ČRo Dvojka      | 96,8 MHz  | 7,2 kW      | horizontální |
| FM | ČRo Ostrava     | 99,0 MHz  | 10 kW       | horizontální |
| FM | Rádio Impuls    | 100,5 MHz | 10 kW       | horizontální |
| FM | Hitrádio Orion  | 103,9 MHz | 3 kW        | horizontální |

Z vysílače se šíří i digitální rozhlas DAB+:
|      | Multiplex   | Kanál | Kmitočet    | Výkon (ERP) | Polarizace |
| ---- | ----------- | ----- | ----------- | ----------- | ---------- |
| DAB+ | ČRo DAB+    | 12D   | 229,072 MHz | 1 kW        | vertikální |
| DAB+ | ČRA DAB+ CZ | 11D   | 222,064 MHz | 2,5 kW      | vertikální |